# Sankagiri
Sankagiri är en ort i Indien.   Den ligger i distriktet Salem och delstaten Tamil Nadu, i den södra delen av landet, 1 900 km söder om huvudstaden New Delhi. Sankagiri ligger 324 meter över havet och antalet invånare är 27 402.
Terrängen runt Sankagiri är platt åt sydost, men åt nordväst är den kuperad. Runt Sankagiri är det tätbefolkat, med 659 invånare per kvadratkilometer. Närmaste större samhälle är Tiruchengode, 11,1 km söder om Sankagiri. Trakten runt Sankagiri består till största delen av jordbruksmark.